# Подалірій (метелик)
Подалірій (Iphiclides podalirius) — вид метеликів родини косатцевих (Papilionidae). Один із 3 видів роду, представлений у фауні України. Поширений у помірних і субтропічних широтах Євразії. Раритетний вид, занесений до низки природоохоронних документів (проте у 2021 виключений з ЧКУ).

## Етимологія
Як і у багатьох інших комах європейської фауни, назва має міфологічну основу: Подалірій, або Подалейрій (грец. Podaleirios) — син Асклепія, брат Махаона, лікар ахейських воїнів під Троєю.

## Опис
Великий денний метелик. Розмах крил самців 60—90 мм, самиць — 64—90 мм. Крила майже білі, жовтуваті або блідо-кремові з такого ж кольору жилками. Візерунок складається з трьох довгих та двох коротких клиноподібних темно-сірих поперечних смуг та чорної облямівки на передніх крилах. Чорна дискальна пляма на передніх крилах має продовження у вигляді чорної смуги, яка йде до заднього краю крила. Задні крила мають чорні хвостики, дві клиноподібні темно-сірі смуги, сині місяцеподібні плями та по одному синьому очку-серпику з облямівкою чорного та цеглястого кольору; у заднього кута помаранчева цятка. Візерунок крил самця та самки майже ідентичний.
Статевий диморфізм проявляється в пересічно більших розмірах самиць, які до того ж мають округліші крила та світліше забарвлення.

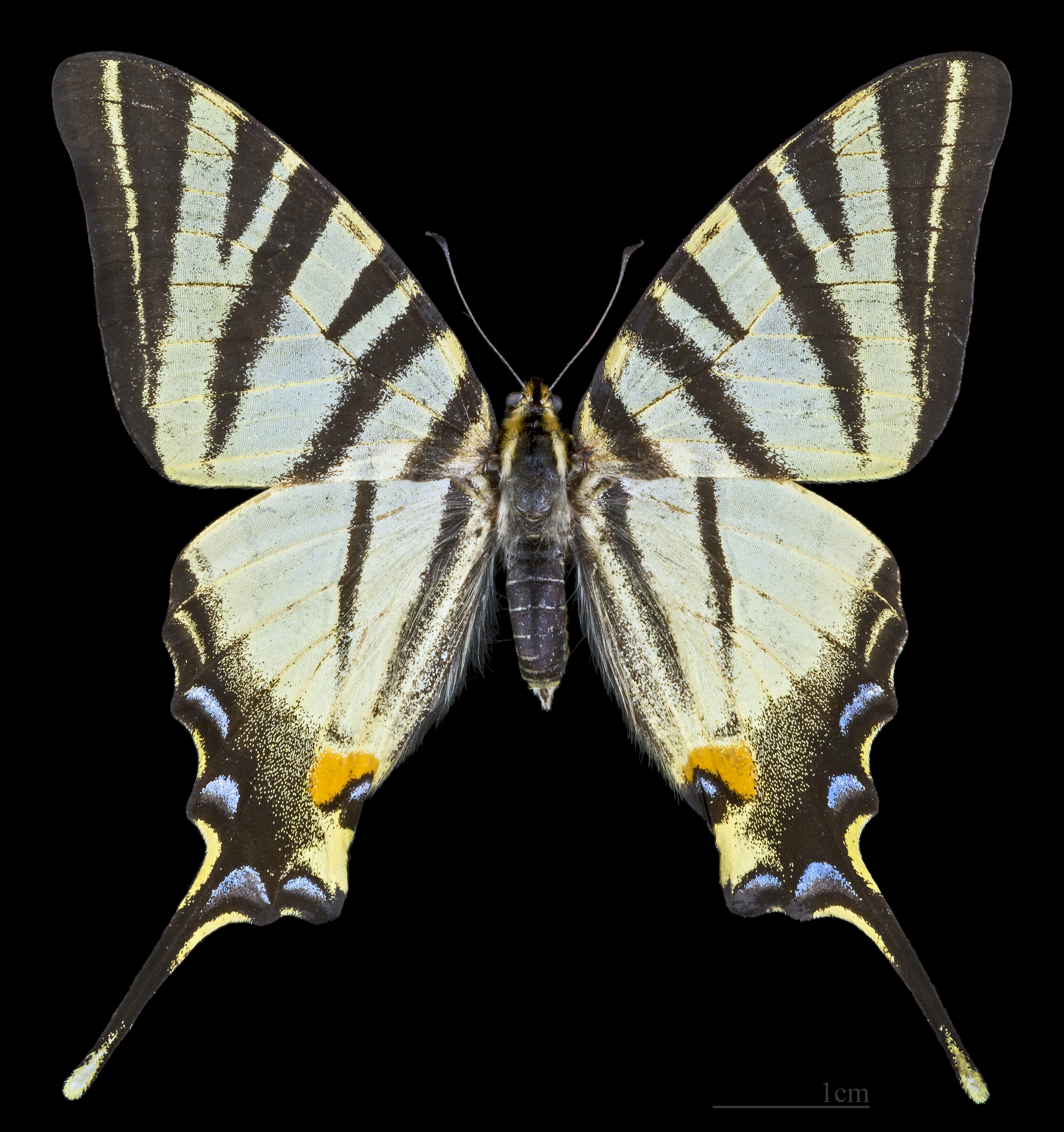
Самець
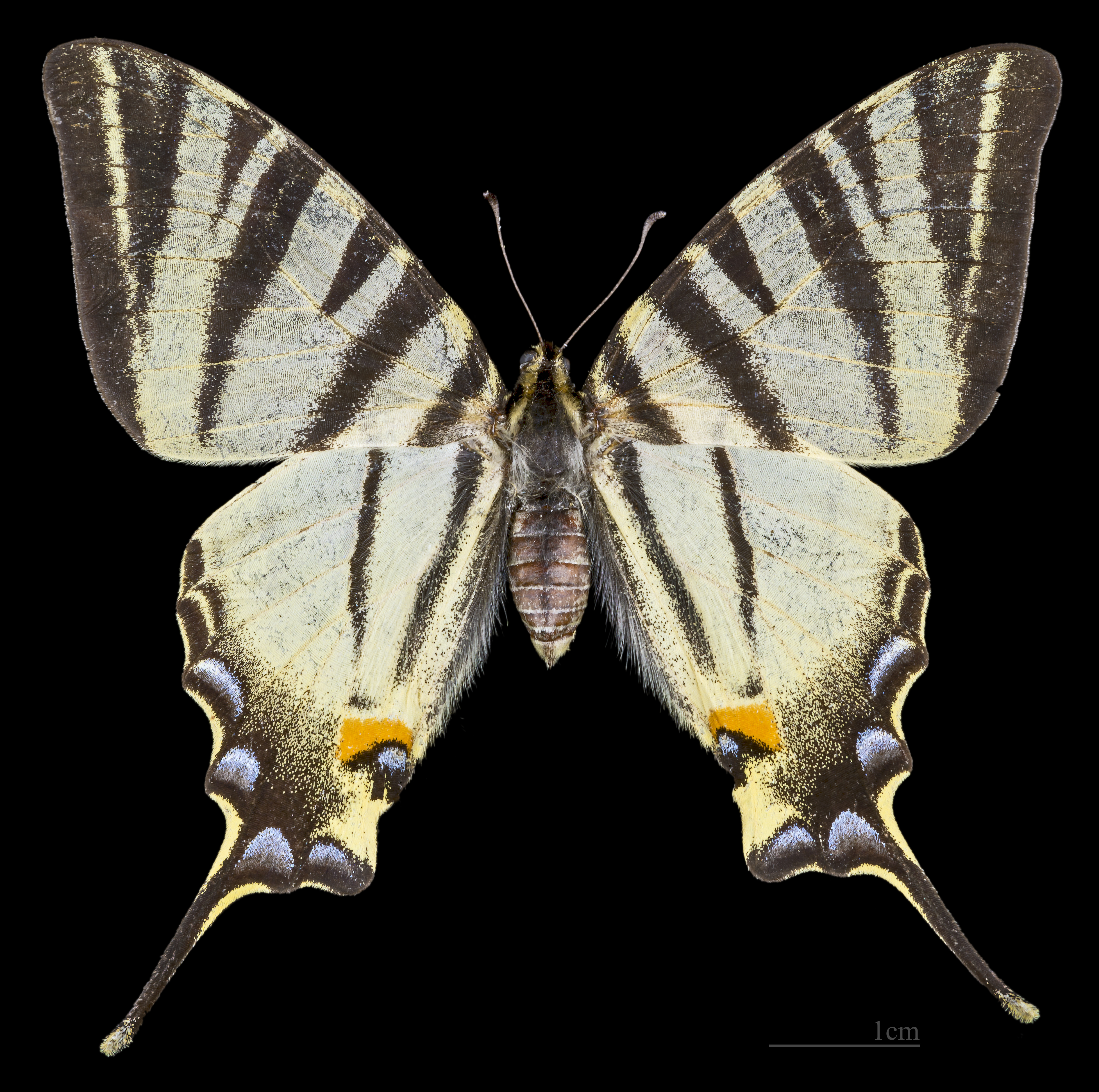
Самиця

Яйця напівкулясті, в тонкій сітчастій скульптурі, темні, зверху червонуваті, часто з двома світло-жовтими колечками. Гусениця 1-го віку темно-зелена з двома маленькими й двома більшими зеленими плямами на спині. На листку робить із павутини своєрідне сховище у формі подушечки, до якої прикріплюється в спокої. Гусениця 2-го віку гола, велика (до 40 мм завдовжки), товста, з випуклою спиною, звужена до заду, зелена, з поздовжніми (на спині й по боках біля ніжок) та косими поперечними смужками жовтого кольору. Тіло вкрито світлими та темними цятками та червонувато-бурими (або майже чорними) плямами, особливо численними на грудних сегментах. Позаду голови розташована вилкоподібна помаранчева залоза (осметрій), яка в спокої прихована, але при збудженні висувається і виділяє рідину з їдким запахом.

## Поширення

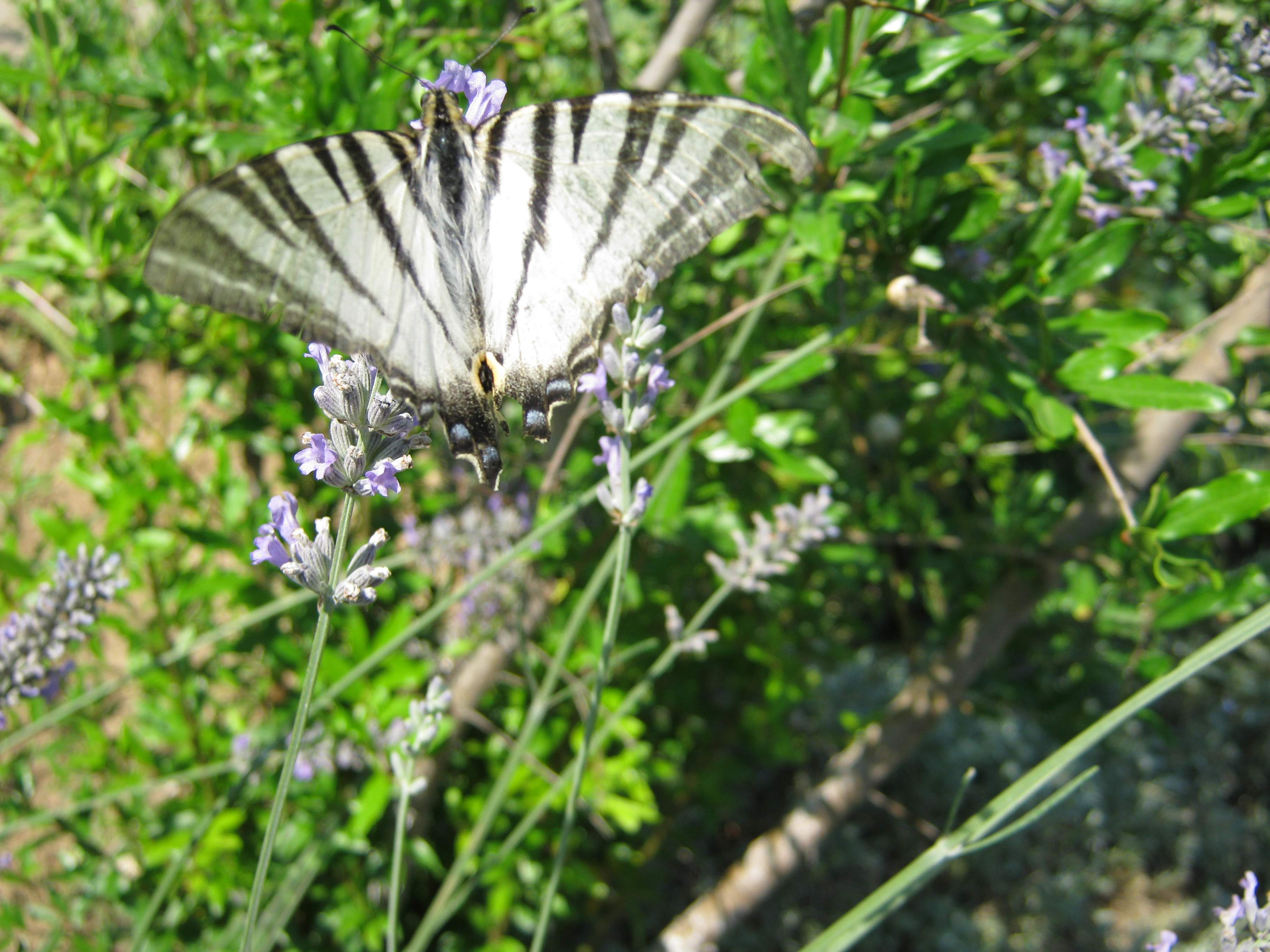
Неподалік Старого Криму

Ареал охоплює Південну та Центральну Європу, південні та центральні частини Західної Азії та Центральну Азію, від Малої Азії до Казахстану і Західного Китаю.
Зустрічається в усіх областях України, місцями є досить звичайним і найчисленнішим видом серед рідкісних видів косатців, у північних районах доволі локальний, нечисленний вид, зустрічається не щороку; відсутній на високогір'ях Карпат. Спостерігаються значні коливання чисельності по роках. На півдні України чисельність метелика на окремих ділянках складає 20—80 ос./га (частіше 1—5 ос./га).

## Особливості біології

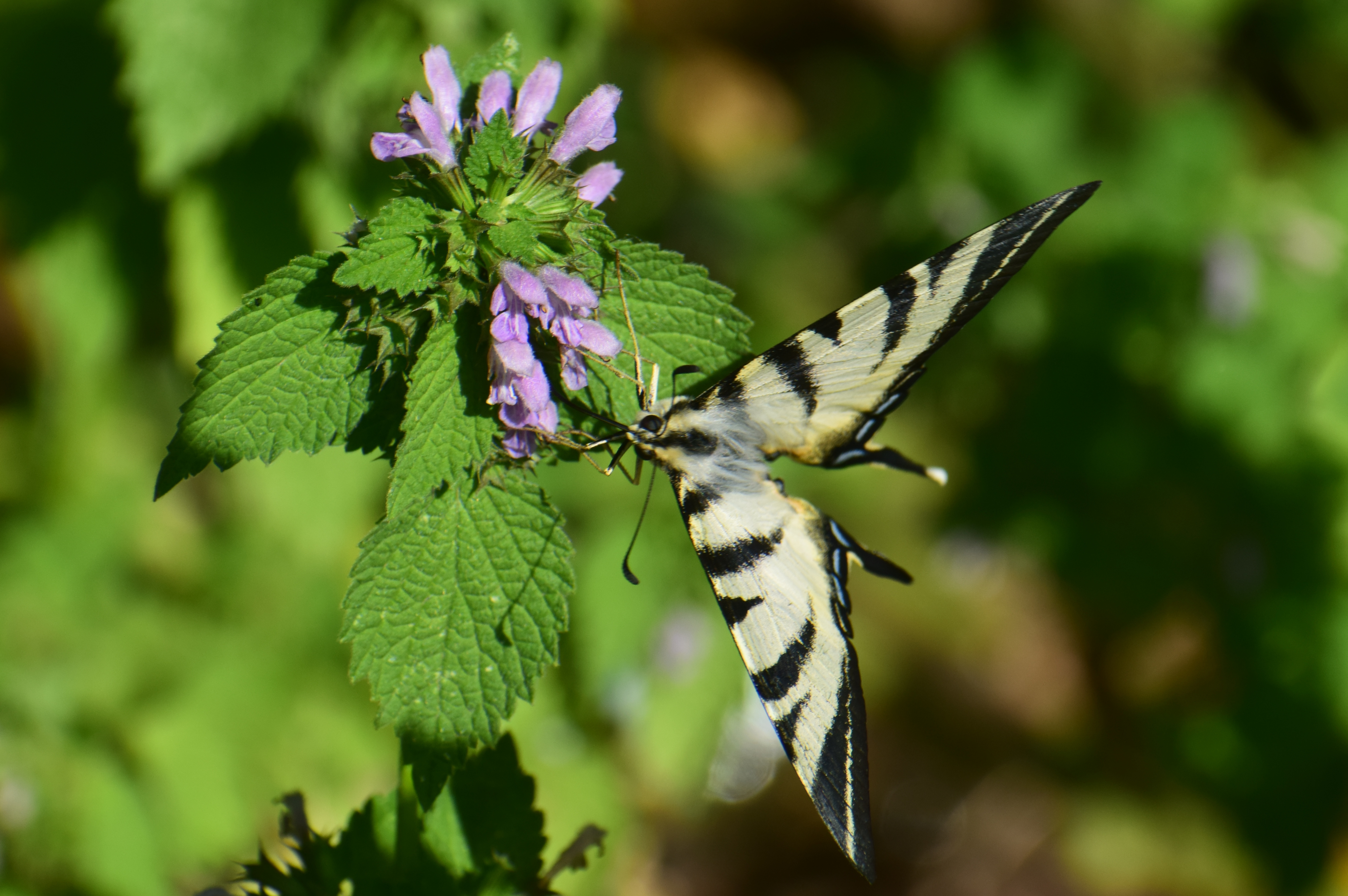
Подалірій на глухій кропиві

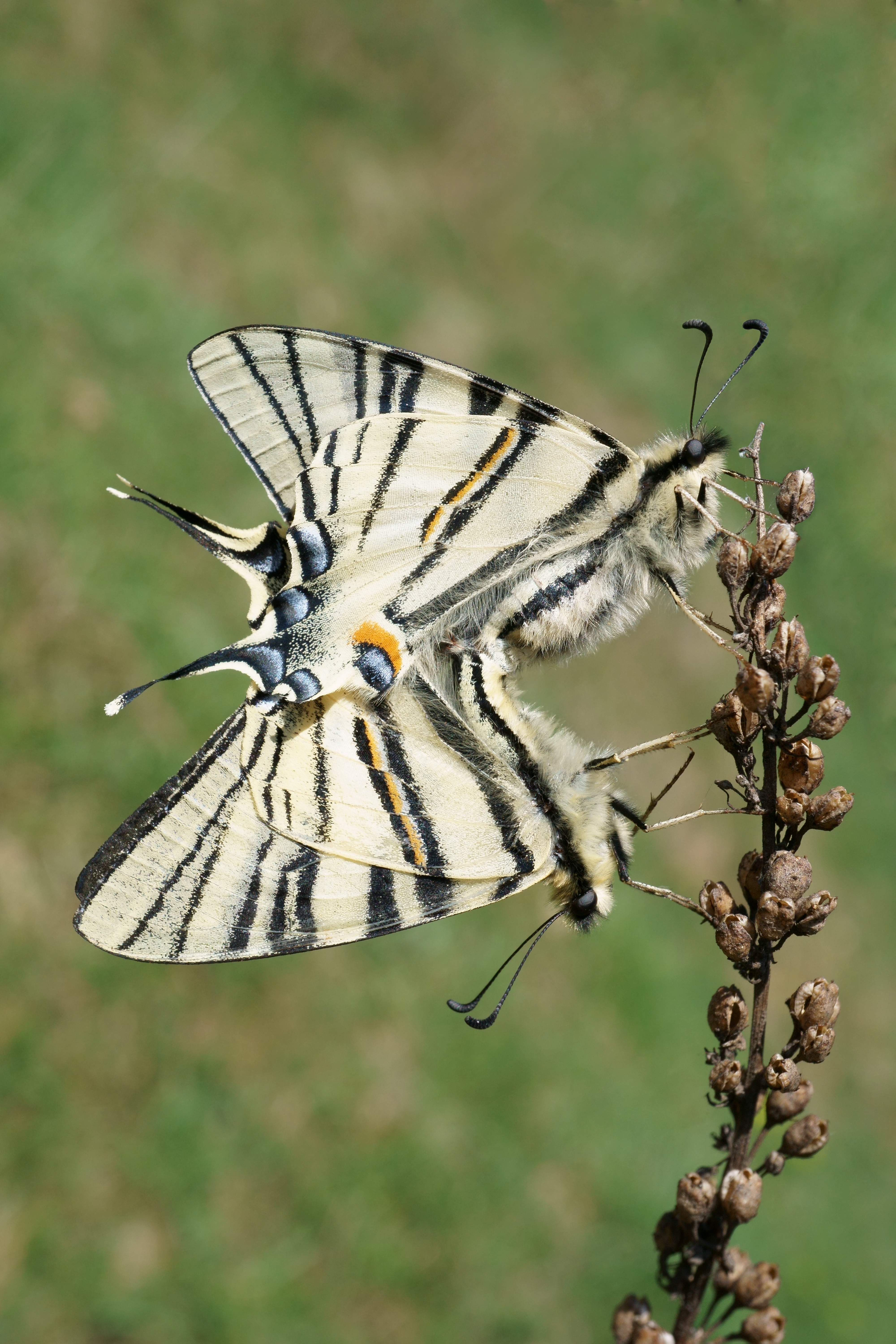
Парування

Зустрічається на узліссях та лісових галявинах, степових балках з заростями чагарників та поодинокими деревами, по гірських схилах на узліссях світлих широколистяних лісів (до висоти 1600 м н. р. м, у Карпатах — до 600—700 м), у лісозахисних смугах, старих парках, садах і виноградниках. Метелики зустрічаються на добре прогрітих місцях, літають і харчуються в сонячну погоду. Під час льоту метелик пурхає й пролітає іноді чималу відстань із нерухомими, розпластаними крилами. Самці часто кружляють над вершинами горбів (хілтопінг). На вологих ділянках, біля струмків в балках спостерігаються скупчення до 15—20 самців. Вони спочатку торкаються вологого ґрунту і трохи рухають крилами. Метелики навесні полюбляють харчуватись нектаром на суцвіттях бузку і деяких інших чагарників. Влітку їх приваблюють великі суцвіття зонтичних. У певні періоди метелики схильні до міграції.
Дає 2—3 генерації на рік. Літ метеликів на півночі ареалу від кінця квітня по кінець травня (1 генерація) та від середини липня по кінець серпня (2 генерація); на півдні — майже безперервно з середини квітня до початку жовтня, у 2—3 поколіннях, літ яких перекривається, причому останні покоління відзначаються більшими розмірами та світлішим забарвленням. Самиця відкладає по 1—2 яйця на нижній бік листків кормових рослин — диких або культурних розоцвітих (терену, глоду, сливи, черемхи, горобини, яблуні, груші, вишні, абрикосу, мигдалю тощо). Розвиток яєць триває 10—14 днів, гусені — 5—8 тижнів. Гусениця поліфаг, харчується вночі або рано вранці, обгризаючи краї листків кормових рослин. Перед тим, як лялькуватись, личинка довго повзає з метою вибору зручного місця. Зимує лялечка в прикореневій частині густого чагарнику, заповненій сухим листям, у щілинах у корі дерева, або підв'язаною до гілки кормової рослини.

## Охорона

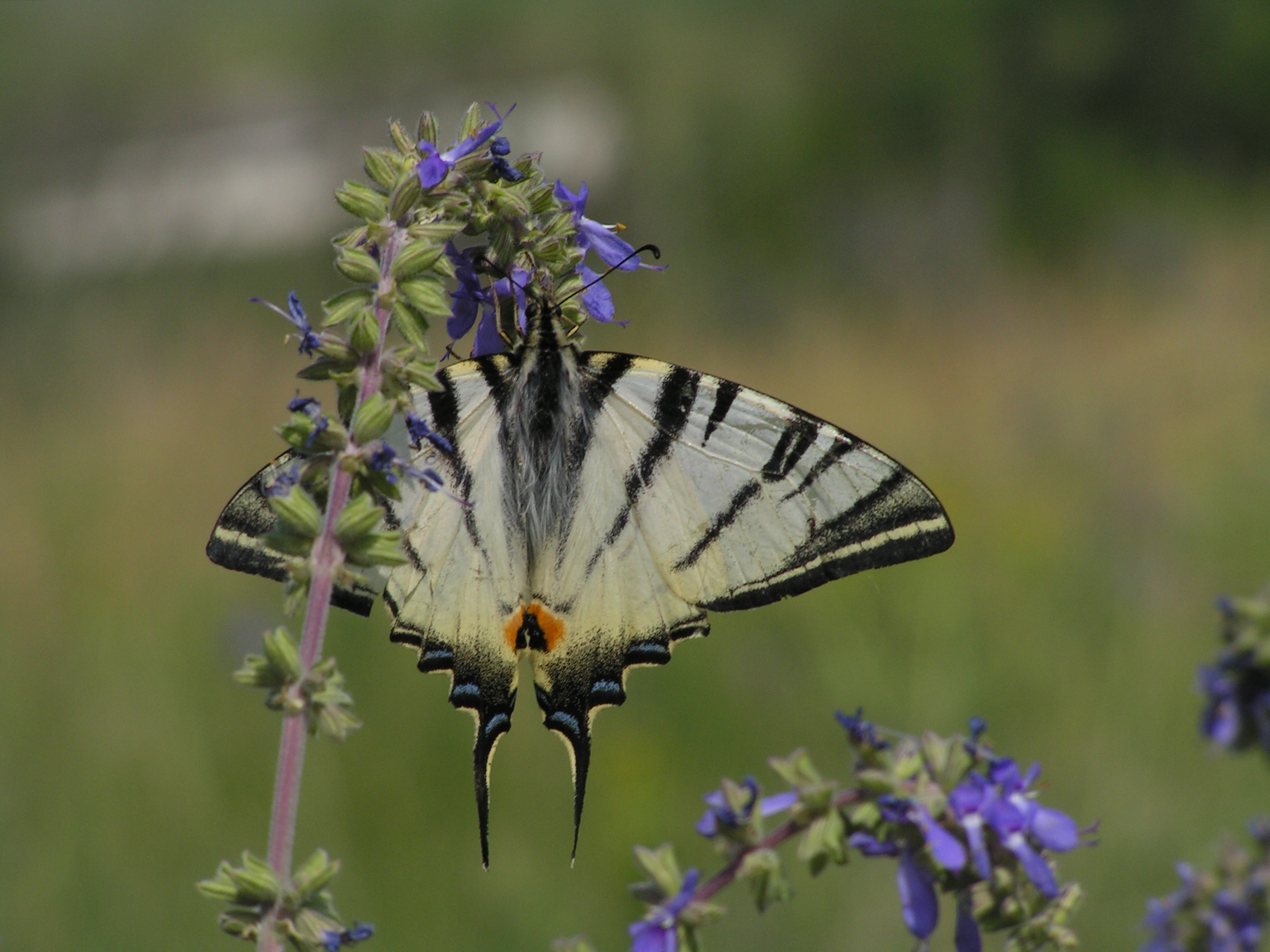
У Луганському природному заповіднику

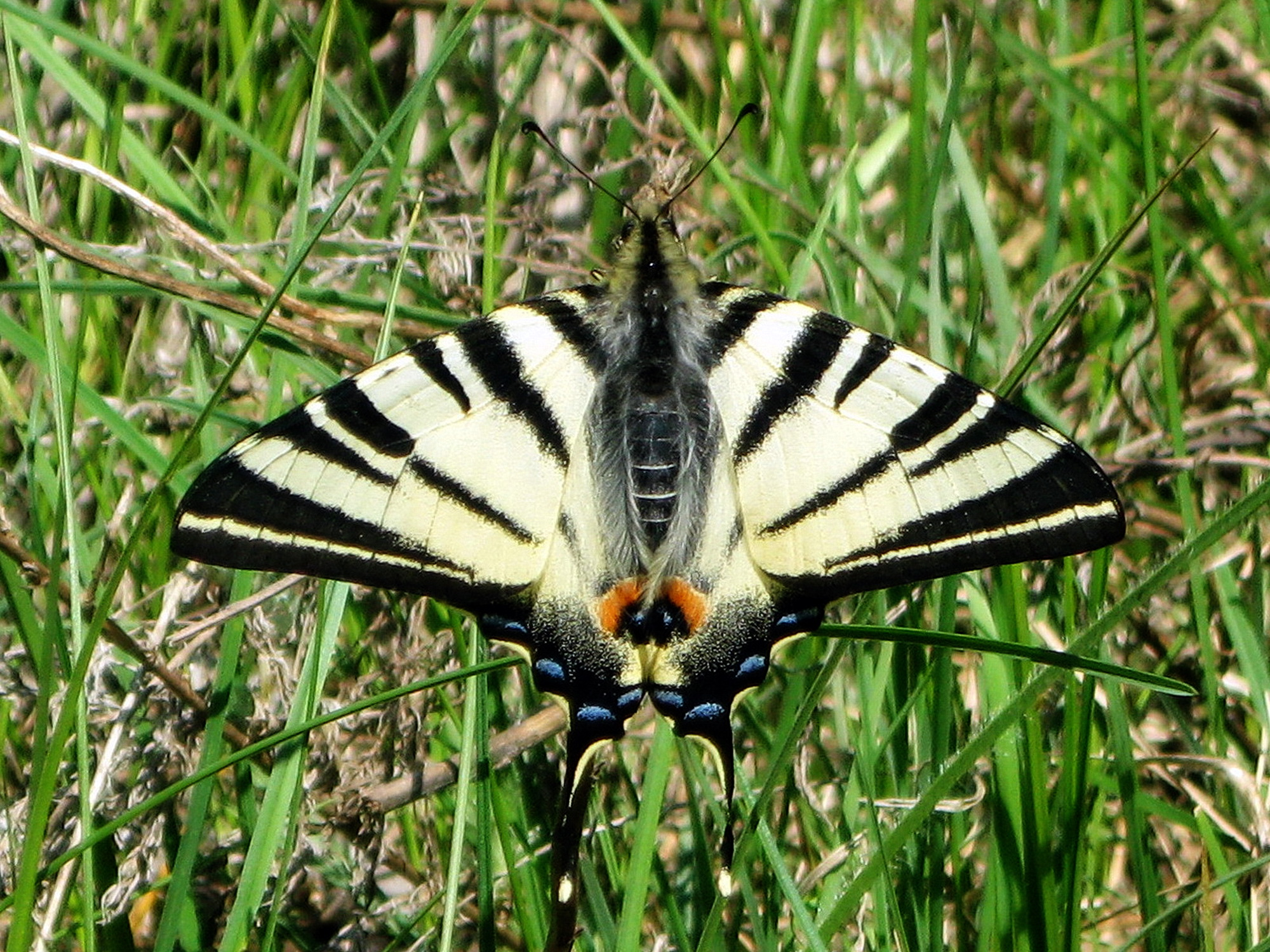
У заказнику «Верхів'я балки Канцерівська». Запорізьке Правобережжя.

Вид був занесений до Червоної книги України (охоронна категорія: вразливий вид), проте у 2021 році виключений. Крім того, занесений до Червоних книг/списків низки країн Європи, зокрема Польщі, Чехії, Німеччині. На регіональному рівні в Україні занесений до Червоної книги Карпат, Червоних книг Дніпропетровської і Донецької областей. На більшій частині ареалу стан природних популяцій виду залишається стабільним. Саме тому він, відповідно до Червоного списку МСОП, отримав охоронну категорію «відносно благополучні види».
Основними причинами зниження чисельності є знищення диких плодових дерев та чагарників, а також застосування пестицидів та надмірне випасання худоби.
Для збереження виду необхідні наступні заходи: 1) виявлення та заповідання місць локального проживання популяцій метелика, в першу чергу шляхом створення ентомологічних заказників; 2) обмеження використання пестицидів у лісовому і сільському господарстві й перехід на біологічні засоби боротьби зі шкідниками; 3) заборона випалювання рослинності в місцях розвитку гусені; 4) лімітування випасу худоби.
Окремі популяції виду перебувають під охороною на природоохоронних територіях ряду країн Європи і Азії, у тому числі України, зокрема в Українському степовому, Луганському і Дніпровсько-Орільському природних заповідниках, Національному заповіднику «Хортиця», національних природних парках «Кременецькі гори», «Великий Луг», «Приазовський» та ін..

## Практичне значення

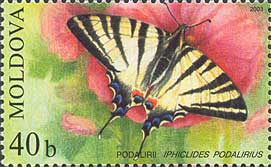
Марка. Молдова

У роки масового розмноження личинки подалірія можуть локально спричиняти шкоду в садівництві.
Подалірій є окрасою рекреаційних і природоохоронних територій. Користується увагою колекціонерів-ентомологів, що місцями може погіршувати стан природних популяцій метелика.

## Систематика
Один із трьох видів роду Iphiclides Hübner, 1807:
- Iphiclides podalirius, (Scopoli, 1763) — основна частина ареалу
- Iphiclides podalirinus, (Oberthür, 1890) — Китай, Тибет.
- Iphiclides feisthamelii, (Duponchel, 1832) — Апеніни (Португалія, Іспанія) та Магриб (Марокко, Алжир, Туніс)[23].

У межах України поширений номінативний підвид Iphiclides podalirius podalirius.

## Галерея
Подалірій у країнах Європи та Азії

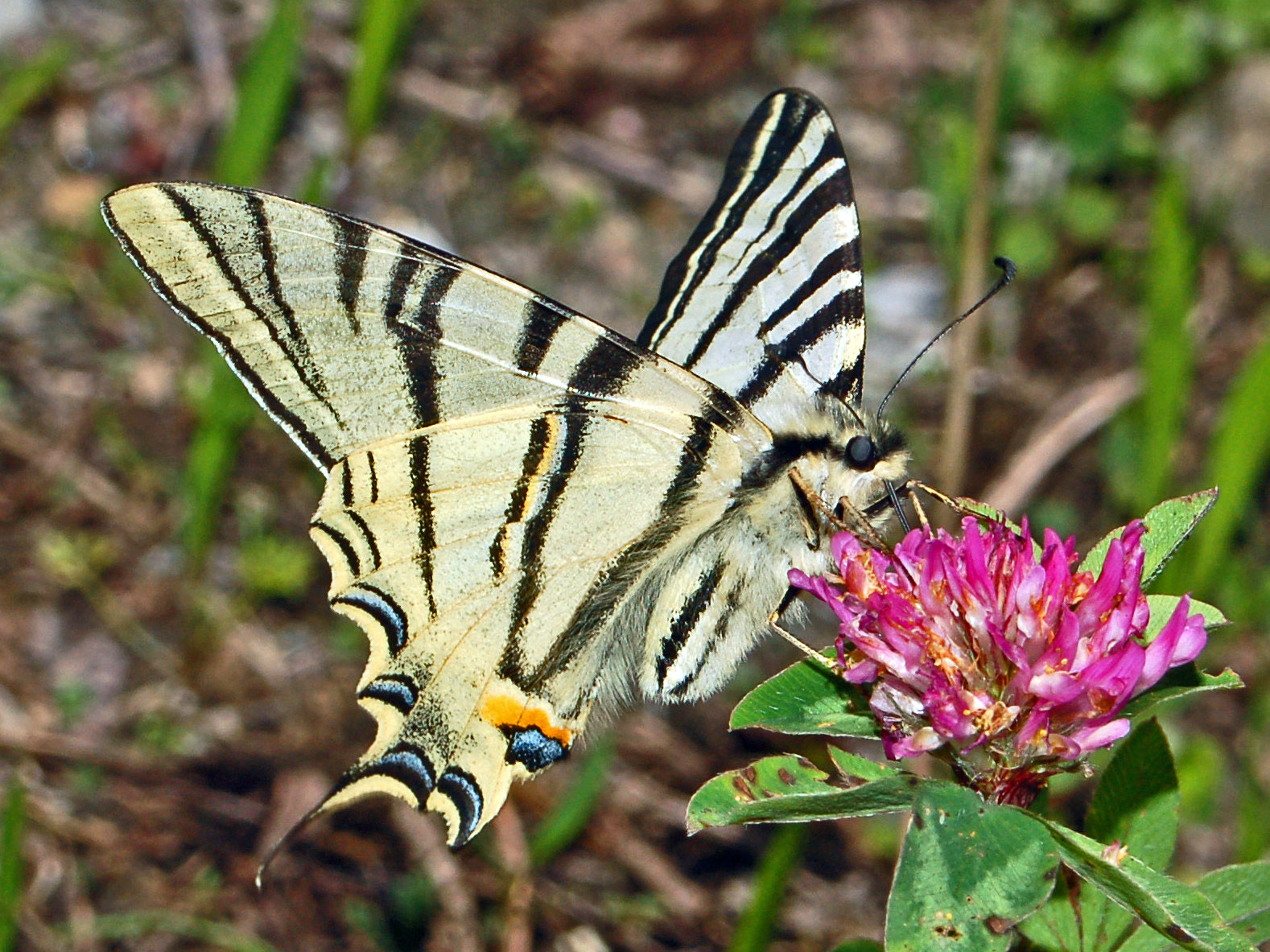
В Італії
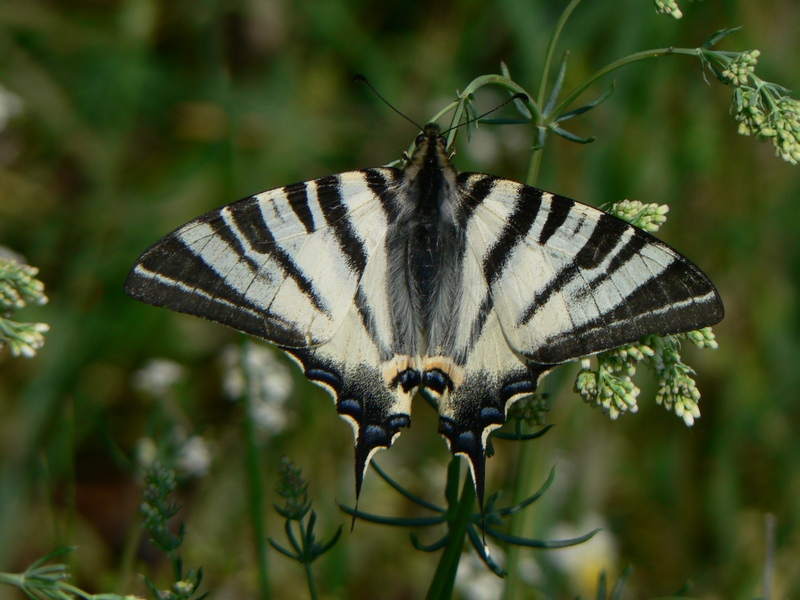
У Чехії
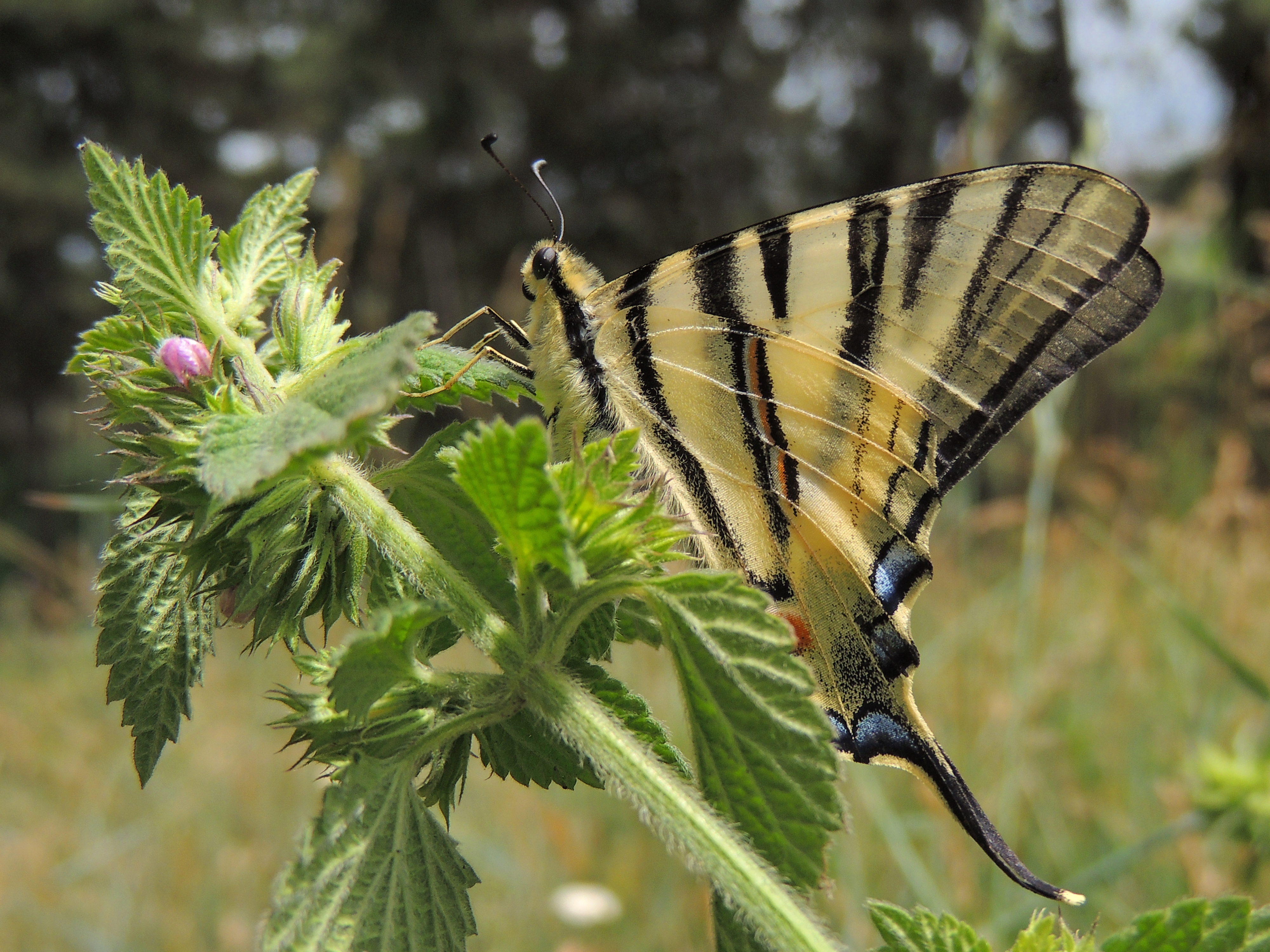
У Румунії
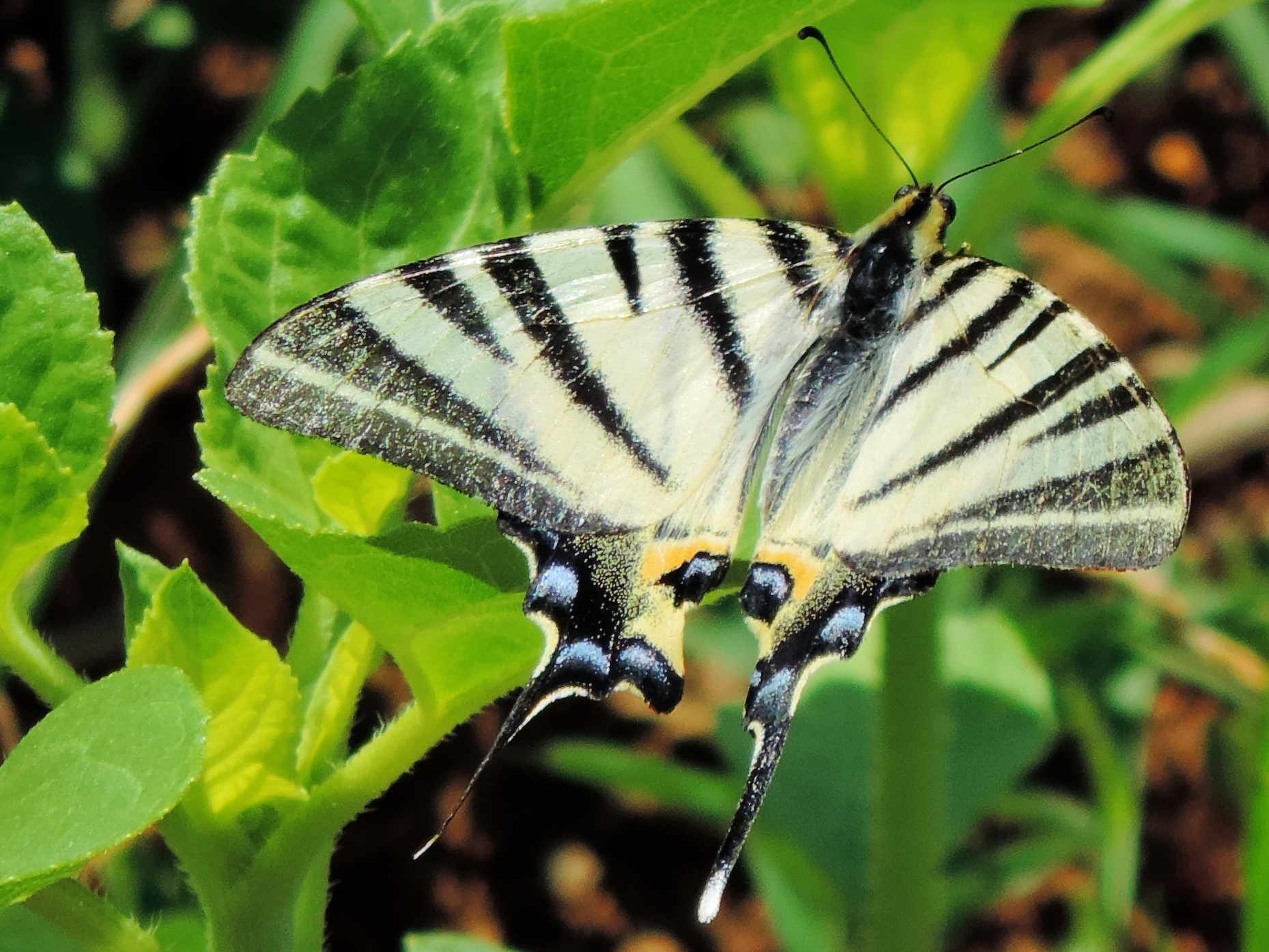
У Туреччині
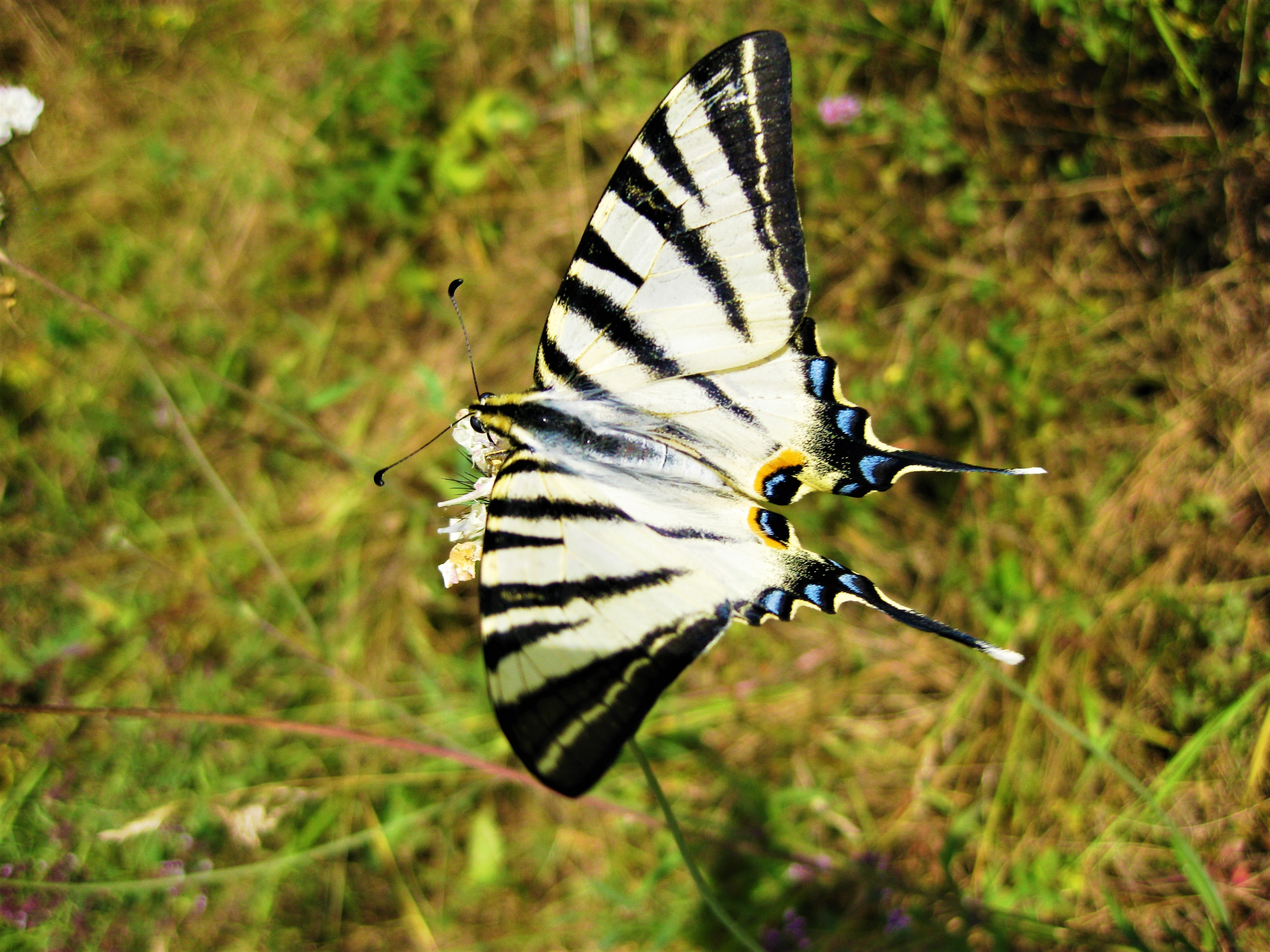
У Вірменії